# روزهای آینده (آخرین بازمانده از ما)
«روزهای آینده» (انگلیسی: Future Days) اولین قسمت از فصل دوم مجموعه درام پسا-آخرالزمانی آمریکایی آخرین بازمانده از ما است. این قسمت که توسط کریگ مازن، یکی از سازندگان این مجموعه، نوشته و کارگردانی شده است، در ۱۳ آوریل ۲۰۲۵ از شبکه اچ‌بی‌او پخش شد. این قسمت پنج سال پس از اتفاقات فصل اول رخ می‌دهد و داستان جوئل (پدرو پاسکال) و الی (بلا رمزی) را دنبال می‌کند که رابطه‌شان به دلیل دروغی که جوئل در قسمت قبلی گفته، دچار تنش شده است. آن‌ها در جکسون، وایومینگ مستقر شده‌اند و با برادر جوئل، تامی (گابریل لونا) و دوستان الی، دینا (ایزابلا مرسد) و جسی (یانگ مازینو) زندگی می‌کنند.
این قسمت در فوریه و مارس ۲۰۲۴ عمدتاً در بریتیش کلمبیا فیلم‌برداری شد، از جمله در ساحل بریتانیا که در آن، شهر جکسون بر روی یک ملک خصوصی ساخته شد. این قسمت چندین شخصیت جدید معرفی می‌کند، از جمله ابی (کیتلین دیور) و گیل (کاترین اوهارا)، که برای آن‌ها نویسندگان تغییراتی نسبت به بازی‌ها ایجاد کرده‌اند تا با قالب این مجموعه سازگار شوند. منتقدان این قسمت را به عنوان یک آغاز قوی ارزیابی کردند که عمدتاً برای معرفی بخش‌های باقی‌ماندهٔ فصل طراحی شده است و از کارگردانی، فیلم‌برداری، نویسندگی و بازی‌های پاسکال، رمزی و اوهارا تمجید کردند. این قسمت در روز اول پخش خود توسط ۵٫۳ میلیون بیننده تماشا شد.

## داستان
پس از اینکه جوئل به الی قسم می‌خورد که داستانش دربارهٔ فایرفلایز حقیقت دارد، الی پس از لحظه‌ای تردید پاسخ «باشه» می‌دهد و همراه جوئل به سوی منطقه امن جکسون، وایومینگ حرکت می‌کنند. در سالت لیک سیتی، گروهی از اعضای باقی‌مانده فایرفلایز در حال دفن قربانیان کشتار بیمارستان هستند. یکی از آن‌ها، ابی، اصرار دارد جوئل را پیدا کنند، اما اووِن او را متقاعد می‌کند که ابتدا در سیاتل تجدید قوا کنند. ابی سوگند می‌خورد که انتقام جوئل را به‌آهستگی خواهد گرفت.
پنج سال بعد، در پایان سال ۲۰۲۸، رابطهٔ الی و جوئل دچار فاصله شده است. در تمرینات رزمی، جسی به الی هشدار می‌دهد که محتاط باشد تا از خشم جوئل جلوگیری شود، اما الی خواهان رفتار برابر است. تامی، برادر جوئل، به دستور جوئل، الی را از گشت‌زنی خارج می‌کند، اما الی بر انجام مأموریتش پافشاری می‌کند. در جریان پاک‌سازی یک سوپرمارکت متروکه از مبتلایان، الی با گونه‌ای جدید مواجه می‌شود که می‌تواند بدون صدا حرکت کند و او را دنبال کند. پس از اینکه این موجود الی را گاز می‌گیرد، الی موفق به کشتنش می‌شود و این موضوع را به شورای جکسون گزارش می‌دهد.
در جکسون، جوئل و دیگر ساکنان مشغول بازسازی ساختمان‌های فرسوده هستند، درحالی‌که جمعیت پناهندگان شهر رو به افزایش است. ماریا به جوئل دستور می‌دهد سریع‌تر کار کند. جوئل پیشنهاد می‌دهد ورود پناهندگان محدود شود، اما ماریا یادآوری می‌کند که خود او و الی نیز به‌عنوان پناهنده وارد جکسون شدند. او سپس در جلسه‌ای با روان‌درمانگر خود، گیل، اعتراف می‌کند که برای نجات الی دست به کشتار زده است. در مهمانی شب سال نو، دینا با الی می‌رقصد و آن‌ها یکدیگر را می‌بوسند، که موجب واکنش همجنس‌گراهراسانه سِت می‌شود. جوئل با او درگیر می‌شود، اما الی به او می‌گوید که نیازی به کمکش ندارد و جوئل از او دور می‌شود. بعدتر، الی او را در حال نواختن گیتار روی ایوان خانه‌اش می‌بیند، اما با او صحبت نمی‌کند.
در همین حال، بدون آگاهی اهالی جکسون، شاخه‌های آلوده از طریق یک لوله شکسته وارد شهر می‌شوند و در همان زمان، ابی و دوستانش از دور در حال مشاهدهٔ شهر هستند.